# Idaea squamipunctata
Idaea squamipunctata är en fjärilsart som beskrevs av W. Warren 1900. Idaea squamipunctata ingår i släktet Idaea och familjen mätare. Inga underarter finns listade i Catalogue of Life.